# Isabelle Beisiegel
Isabelle (Izzy) Beisiegel (Montreal, 1979) is een golfprofessional uit Canada. 
Beisiegel speelde sinds 2004 op de LPGA Tour maar eindigde als nummer 79 op de rangorde. Haar grote droom was om in mannentoernooien te spelen, net als Annika Sorenstam in 2003 en later ook Laura Davies en Michelle Wie zonder succes hadden geprobeerd. In 2004 was ze de eerste vrouw die zich via de Tourschool voor de Amerikaanse PGA Tour probeerde te kwalificeren.
In 2005 in Florida werd vastgesteld dat zij aan de ziekte van Graves leed. Ze werd in 2006 geopereerd en in 2008 was de ziekte onder controle. Haar man reist met haar mee en is haar caddie. 
In 2011 werd zij de eerste vrouw die zich via de Tourschool kwalificeerde voor een officiële PGA Tour voor mannen. Bij dit toernooi, dat in Parksville werd gespeeld, waren tien spelerskaarten voor de Canadese PGA Tour beschikbaar; de 32-jarige Izzy Beisiegel eindigde op de 9de plaats met een totaal van +8 over vier rondes. In juni 2011 deed ze voor het eerst mee in een mannentoernooi, de ATB Financial Classic in Calgary, dat deel uitmaakt van de Canadese Challenge Tour. Het was haar prioriteit in 2011 het promoveren naar de LPGA Tour via een top-10 op de Order of Merit van de Amerikaanse Futures Tour. Dat lukte niet, maar het lukte wel om zich te kwalificeren voor de LPGA Tour van 2012 via de Tourschool.